# Dollarvogel
De dollarvogel (Eurystomus orientalis) is een soort scharrelaar (Coraciidae). Het is een vogel met een groot verspreidingsgebied dat reikt van India tot Australië. De naam heeft betrekking op ronde, witte vlekken, op iedere vleugel een. Deze vlekken lijken op zilveren dollarmunten.

## Beschrijving
De dollarvogel is 28,0 tot 30,5 cm lang. Het is een gedrongen, donkere, groenachtige vogel, met een korte rode snavel. De kop is donkerbruin gekleurd. De vogel heeft lange vleugels, net als de andere soorten scharrelaars is het een uitgesproken luchtacrobaat. Op iedere vleugel zit een lichte, doorschijnend lijkende witte vlek ter grootte van twee zilveren dollarmunten zoals die tot in 1935 in de Verenigde Staten gebruikt werden.

## Verspreiding en leefgebied
Deze insectenetende vogel komt als broedvogel voor in het noorden van het Indisch subcontinent, in heel Zuidoost-Azië (inclusief Nieuw-Guinea), het oosten van China en het zuiden van Japan en het oosten van Australië. In het noorden van het verspreidingsgebied en in Australië gedraagt de vogel zich als trekvogel, die 's winters (of in de zuidelijke winter) naar het tropische deel van Zuidoost-Azië trekt.
Er zijn tien ondersoorten:
- E. o. cyanocollis: van het Himalayagebied via China tot zuidoostelijk Siberië, Korea en Japan.
- E. o. orientalis: van het zuidelijk Himalayagebied tot in Indochina, het schiereiland Malakka, Grote Soenda-eilanden en de Filipijnen.
- E. o. laetior: zuidwestelijk India.
- E. o. gigas: Andamanen.
- E. o. irisi: Sri Lanka.
- E. o. oberholseri: Simeulue.
- E. o. pacificus: Kleine Soenda-eilanden, Noordoost-Australië.
- E. o. waigiouensis: Nieuw-Guinea en eilanden oostelijk daarvan.
- E. o. crassirostris: Bismarck-archipel.
- E. o. solomonensis: Salomonseilanden.

Het is een bosvogel die broedt in boomholtes van grote hoge bomen. In Australië is het een vogel van half open bebost gebied tot in bomenrijke buitenwijken van steden.

## Voedsel
De dollarvogel leeft van insecten. Deze vangt hij tijdens het vliegen.

## Status
De grootte van de wereldpopulatie is niet gekwantificeerd; er zijn wel regionale schattingen. De indruk bestaat dat de vogel in aantal achteruitgaat. Echter, het tempo ligt onder de 30% in tien jaar (minder dan 3,5% per jaar). Daarom staat de dollarvogel als niet bedreigd op de Rode Lijst van de IUCN.

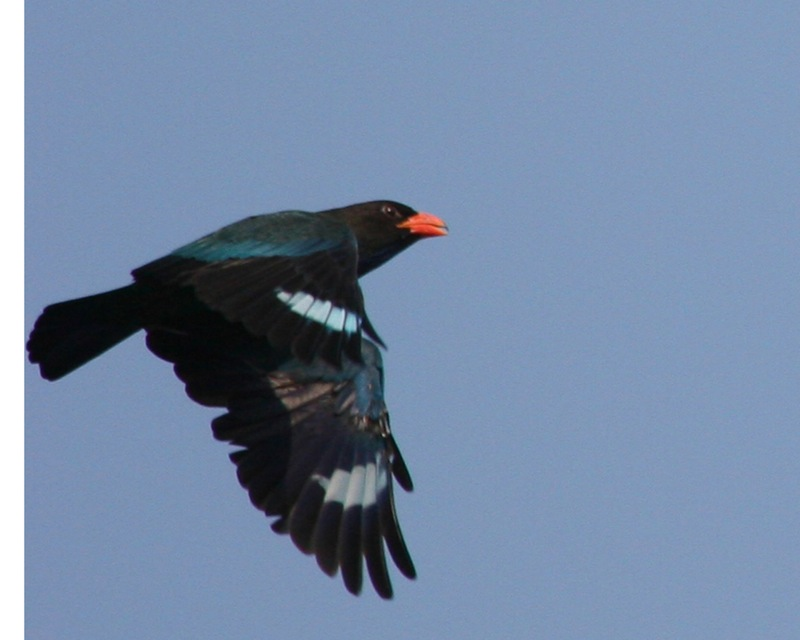
Dollarvogel in vlucht
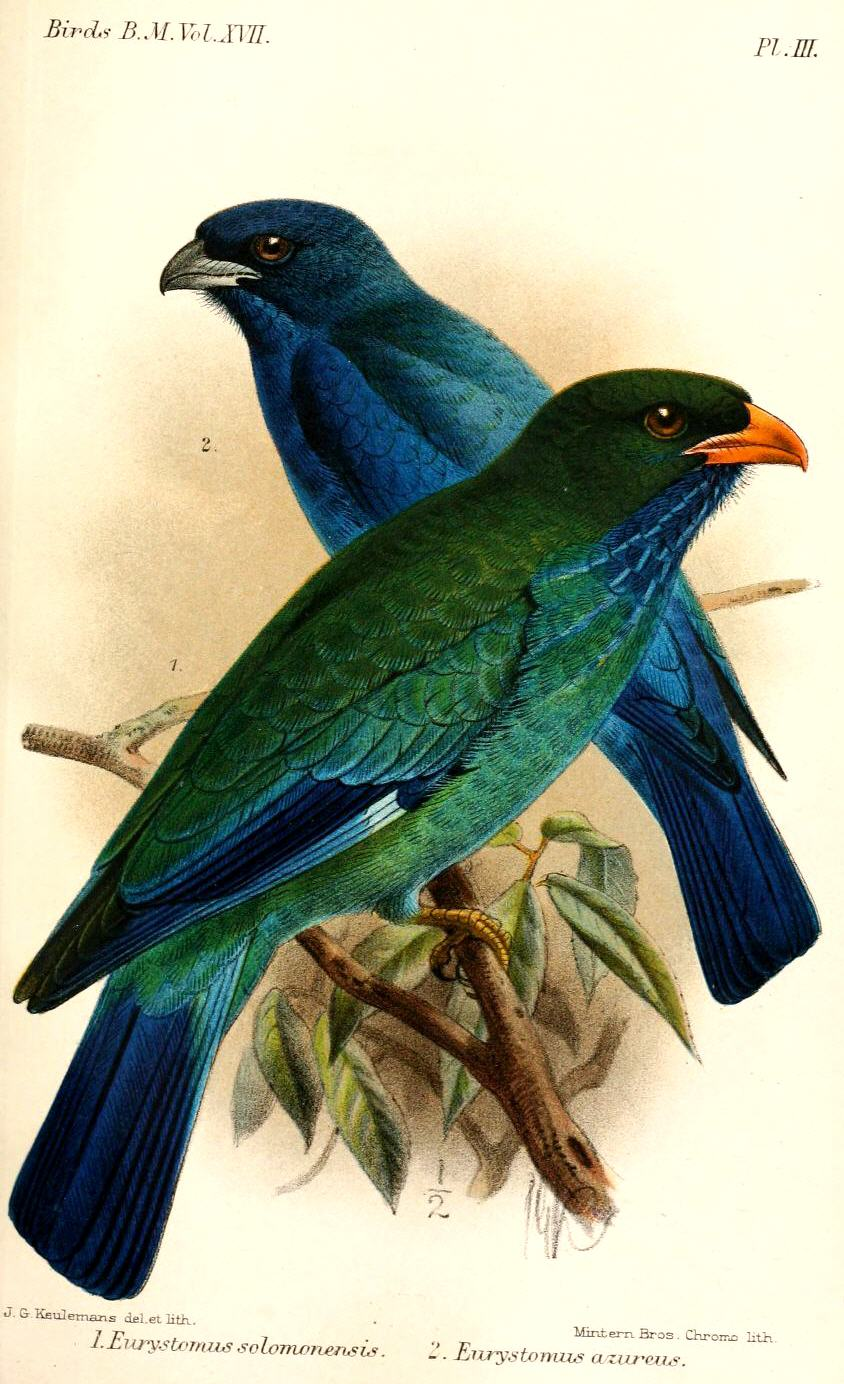
Azuurscharrelaar op de voorgrond, achter de dollarvogel (E. o. solomonensis). Illustratie gemaakt door John Gerrard Keulemans
- Video uit Queensland (Australië)